# 统一资源定位符

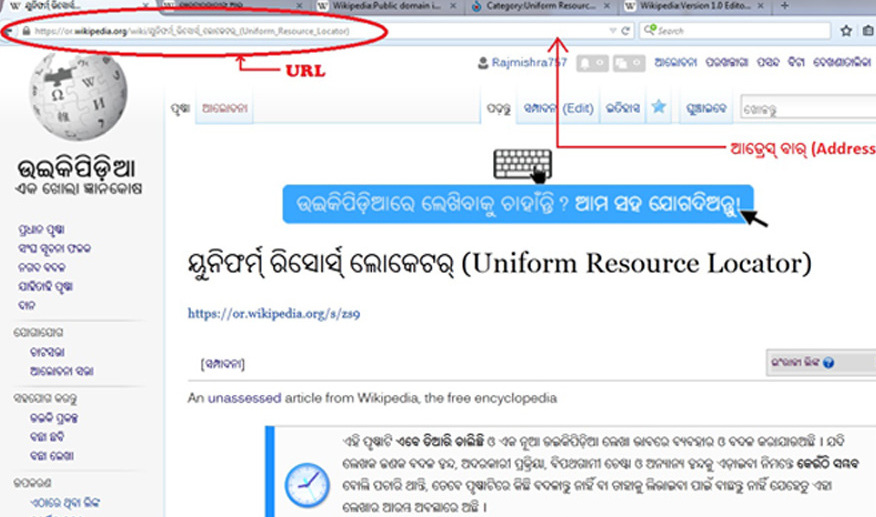
红圈部分为统一资源定位符（URL）

统一资源定位符（英語：Uniform Resource Locator，缩写：URL，或称统一資源定位器、定位地址、URL地址）俗称网页地址，简称网址，是因特网上标准的资源的地址（Address），如同在網路上的門牌。它最初是由蒂姆·伯纳斯-李发明用来作为万维网的地址，现在它已经被万维网联盟编制为因特网标准RFC 1738。
在網際網路的歷史上，統一資源定位符的發明是一個非常基礎的步驟。统一资源定位符的语法是一般的，可扩展的，它使用美国信息交换标准代码的一部分来表示因特网的地址。统一资源定位符的开始，一般會标志着一个计算机网络所使用的网络协议。
统一资源定位符的标准格式如下：

  [协议类型]://[服务器地址]:[端口号]/[资源层级UNIX文件路径][文件名]?[查詢]#[片段ID]
统一资源定位符的完整格式如下：

  [协议类型]://[访问资源需要的凭证信息]@[服务器地址]:[端口号]/[资源层级UNIX文件路径][文件名]?[查詢]#[片段ID]
其中[访问凭证信息]、[端口号]、[查询]、[片段ID]都属于选填项。

## 语法
超文本传输协议的统一资源定位符将从因特网获取信息的五个基本元素包括在一个简单的地址中：
1. 传送协议
2. 层级URL标记符号（为「//」，固定不变）
3. 访问资源需要的凭证信息（可省略）
4. 服务器（通常为域名，有时为IP地址）
5. 端口号（以數字方式表示，若為預設值可省略）
6. 路径（以「/」字元區別路徑中的每一個目錄名稱）
7. 查詢（GET模式的表單參數，以「?」字元為起點，每個參數以「&」隔開，再以「=」分開參數名稱與資料，通常以UTF-8的URL編碼，避開字元衝突的問題）
8. 片段（以「#」字元為起點[2][3]）

### 示例
以「https://zh.wikipedia.org:443/w/index.php?title=Special:隨機頁面」爲例，其中：
1. https，是協定；
2. zh.wikipedia.org，是伺服器；
3. 443，是服务器上的网络端口号；
4. /w/index.php，是路径；
5. ?title=Special:隨機頁面，是询问。

大多数网页浏览器不要求用户輸入网页中「https://」的部分，因为绝大多数网页内容是超文本传输协议文件。同样，「443」是超文本传输安全协议文件的常用端口号（而「80」是超文本传输协议文件的常用端口号），因此一般也不必写明。一般来说用户只要键入统一资源定位符的一部分（如「zh.wikipedia.org/w/index.php?title=Special:隨機頁面」）就可以了。
由于超文本传输协议允许服务器将浏览器重定向到另一个网页地址，因此许多服务器允许用户省略网页地址中的部分，比如「www」。从技术上来说这样省略后的网页地址实际上是一个不同的网页地址，浏览器本身无法决定这个新地址是否通，服务器必须完成重定向的任务。

## 相對Protocol URL
相對Protocol links (PRL，又稱為相對protocol URLs (PRURL), 是没有指定协议的URL。例如，//example.com 将使用当前页面的协议，通常是 HTTP 或 HTTPS。

## 其它使用
统一资源定位符不但被用作网页地址，JDBC 客户端也使用统一资源定位符连接其数据库服务器。作为对比，ODBC 的连接字符串作用相同，但并不采用 URL 格式，而是分号和等号分隔的键值对。
以下是一个 Oracle 数据库的统一资源定位符:
```
jdbc:datadirect:oracle://myserver:1521;sid=testdb
```